# Eucharis leviceps
Eucharis leviceps is een vliesvleugelig insect uit de familie Eucharitidae. De wetenschappelijke naam is voor het eerst geldig gepubliceerd in 1909 door Cameron.